# Ditrichocorycaeus minimus
Ditrichocorycaeus minimus – gatunek widłonoga z rodziny Corycaeidae. Opisał go w 1894 roku niemiecki zoolog Friedrich Dahl, nadając mu nazwę Corycaeus minimus.